# Лисицкий, Виталий Сергеевич
Вита́лий Серге́евич Лиси́цкий (укр. Віталій Сергійович Лисицький; 16 апреля 1982, Светловодск, Кировоградская область, Украинская ССР, СССР) — украинский футболист, защитник и полузащитник.

## Биография
Воспитанник ДЮСШ г. Светловодск (тренер — Лисицкий С.) и ДЮСШ «Динамо» г. Киев (тренеры — Кащей В. И. и Лысенко А. А.).

### Клубная карьера
В начале карьеры выступал за киевские «Динамо-3» и «Динамо-2», также успел сыграть и за основную команду «Динамо». Затем играл за одесский «Черноморец», днепропетровский «Днепр» и его фарм-клуб «Днепр-2», криворожский «Кривбасс» и ужгородскую «Говерлу».
С 2014 года выступал в составе запорожского «Металлурга», был капитаном команды. 17 декабря 2015 года стало известно, что футболист разорвал контракт с клубом в связи с процессом его ликвидации.
25 февраля 2016 года подписал контракт на 2 года с «Колосом» (Ковалёвка). В апреле 2017 года, будучи профессиональным футболистом, стал президентом любительского клуба «Мелиоратор», выступающего в чемпионате Киевской области. С 2017 года — спортивный директор «Колоса»

### Карьера в сборной
За сборную Украины сыграл 5 матчей, дебютировал 14 февраля 2001 года в товарищеском матче со сборной Грузии.

## Достижения
- Вице-чемпион Европы среди юниоров (U-19): 2000
- Чемпион Украины: 1999/00
- Финалист Кубка Украины: 2001/02